# DJV Hessen
Der Deutsche Journalisten-Verband Landesverband Hessen e.V. (DJV Hessen e.V.) – Gewerkschaft der Journalistinnen und Journalisten e.V. ist der Landesverband Hessen des Deutschen Journalisten-Verbands (DJV) mit Sitz in Wiesbaden und die größte Journalisten-Organisation in Hessen. Er ist der sechstgrößte Landesverband von 16 innerhalb des DJV.
Der DJV Hessen entsendet entsprechend dem Rundfunkgesetz ein Mitglied in die Versammlung der Hessischen Landesanstalt für privaten Rundfunk und neue Medien (LPR), ist Mitglied im Deutschen Presserat und entsendet Mitglieder in das Gremium und ist Mitglied der Internationalen Journalisten-Föderation (IJF).
Viermal im Jahr wird die Mitgliederzeitschrift Blickpunkt – Journalismus in Hessen herausgegeben und der Verband ist Initiator und Veranstalter des jährlichen Jungjournalistentags (JJT) in Frankfurt am Main.

## Geschichte

### 1946–1949
Im Sommer 1946 kamen Journalisten in Bad Nauheim zusammen, damals Sitz der Nachrichtenagentur DENA, um die Gründung eines hessischen Journalisten-Verband vorzubereiten.
Am 2. März 1947 wurde der Verband der Berufsjournalisten in Hessen (VBH) in Frankfurt am Main gegründet. Neben den Gründungsmitgliedern waren auch Vertreter der US-Militärregierung und der damalige hessische Ministerpräsident Christian Stock (SPD) in der Versammlung zugegen. Er wies in einer Ansprache auf die Bedeutung der journalistischen Arbeit im demokratischen Staat hin.
Zum Ersten Vorsitzenden wurde Robert Mösinger, Leiter der Hessenredaktion von  Radio Frankfurt, gewählt. Bis zu seinem Tod 1959 behielt er das Amt. Sein Vorzimmer mit der Sekretärin Käthe Luwe war während dieser Zeit gleichzeitig die Geschäftsstelle des Verbandes. Zum Zweiten Vorsitzenden und damit seinem Stellvertreter wurde Fritz Fay. Artur Lauinger, den aus dem Exil in London zurückgekehrten ehemaligen Vorsitzenden des Vereins der Frankfurter Presse, wählten die an der Gründung beteiligten 100 hessischen Journalisten – von den nur 83 von der US-Militärregierung zugelassen wurden – zum Ehrenvorsitzenden. Neben Zeitungsredakteuren und -journalisten waren an der Gründung Hörfunkjournalisten beteiligt, die im Gegensatz zu den schreibenden Kollegen vor dem Zweiten Weltkrieg noch keine Interessenvertretung hatten.
Am 2. Oktober 1947 erklärte die Militärregierung in Wiesbaden, der Verband werde nunmehr von der US-Verwaltung toleriert. Die US-Beamten betonten, das sie Wert darauf legten, dass möglichst viele kleine Ortsverbände gebildet werden, denn eine zentrale Organisation könne nur schwer gute demokratische Arbeit leisten.
Wer Mitglied im Verband werden wollte, musste den Aufnahmeanträgen einen Lebenslauf und eine eidesstattliche Erklärung über das Verhältnis des Bewerbers zur Nazipartei und deren Organisationen, insbesondere dem Reichsverband der Deutschen Presse, beifügen.
In den Nachkriegsjahren stand die materielle Unterstützung der Journalisten und der Aufbau einer demokratischen Presse im Vordergrund. Schreibmaschinen wurden gesucht und Papier organisiert, um Nachrichten für die Setzer bereitstellen zu können. Selbst kleine Fetzen wurden beschrieben, auch leere Rückseiten. Zu den Kernaufgaben der Geschäftsstelle gehörte es, als Ansprechpartner der alliierten Genehmigungsbehörden Telefonanschlüsse für Journalisten zu befürworten und die neuen Inhaber eines Telefonanschlusses für das Führen von dringenden Presse-Gesprächen oder gar Interzonengesprächen zu zulassen. Es wurde erreicht, dass hessische Journalisten gleich hinter den hessischen Politikern bei Zulassung von Telefonanschlüssen rangierten. Fahrräder oder ein Auto für eine flächendeckende Berichterstattung waren zu beantragen, die Behörden verfügten über einen kleinen Bestand an herrenlos aufgefundenen Pkws. Aber auch der Treibstoff musste beschafft werden. Im Mai 1947 protestierte der Verband beim hessischen Minister für Wirtschaft und Verkehr gegen die katastrophale Benzinzuteilung in Frankfurt am Main und forderte eine Abänderung. Journalisten wurden zu dem Zeitpunkt nur dreißig bis vierzig Liter Benzin im Monat gewährt, womit sie ihre im Dienst der Öffentlichkeit gestellten Aufgaben nicht erfüllen konnten.

Neben Lebenshilfe der Journalisten ging es bald um erste verbandspolitischen Überlegungen für ein neues Presserecht sowie für eine verlagsinterne Abgrenzung der Zuständigkeiten, auch über die Rolle der Lizenzträger der neuen Presse im Nachkriegsdeutschland. Erste Kontakte zu Kollegen in anderen Bundesländern und Besatzungszonen wurden aufgebaut.
Ende 1948 ist die Mitgliederzahl von 83 bei der Gründung um fast das fünffache auf 405 Mitgliedern gestiegen, 80 weitere Anträge waren noch in der Überprüfung. Die von der Militärregierung gewünschten örtlichen Zusammenschlüsse sind in allen größeren hessischen Städten zustande gekommen.
Im Mai 1949 gründete der Verband das Versorgungswerk der Presse mit, um fest angestellten Redakteurinnen und Redakteuren an Tageszeitungen tarifvertraglichen Versicherungsschutz zu bieten, heute ist der DJV Hessen Mitgesellschafter dieser Versicherung für Medienschaffende.
Der Hessische Landtag verabschiedet am 4. Mai 1949 ein Pressegesetz, welches relativ fortschrittlich und als Vorbild für andere Bundesländer galt. Es enthielt eine Erklärung zugunsten der Pressefreiheit, die Festlegung einer Auskunftspflicht der Behörden, aber auch zahlreiche praxisfremde und besorgniserregende Einschränkungen. Das Gesetz erfüllte nicht die Erwartungen des Verbandes. Hauptziel war, die Alleinverantwortlichkeit und das damit verbundene redaktionelle Alleinbestimmungsrecht der Lizenzträger zu beseitigen. Lizenzträger und verantwortliche Redakteure
sollten einen Redaktionsrat bilden, der über die Einstellung und Entlassung von Redakteuren aller Tätigkeitsgruppen zu entscheiden gehabt hätte. Eine Beteiligung der Redakteure als den
eigentlichen Trägern der Zeitungen sollte per Gesetz vorgeschrieben werden, ebenso die eindeutige Unabhängigkeit der gesamten Redaktion vom Verlag und seinen mit verlegerischen Tätigkeiten betrauten Angestellten sichergestellt werden. Lizenzträger waren meist ehemalige Redakteure, die dann zu Verlegern wurden.
Der Verband war am 10. Dezember 1949 an der Gründung des Deutschen Journalisten-Verbandes (DJV) in Berlin beteiligt, und Aufgaben wie die bundesweiten Tarifverhandlungen und die Beeinflussung der für Journalisten betreffende Bundesgesetzgebung wurden an den neuen Dachverband abgegeben. Der hessische Verband war zu diesem Zeitpunkt der zweitstärkste Landesverband im neugegründeten Verband sowie in der Bundesrepublik Deutschland.
Um die Jahreswende 1949/50 forderte das hessische Innenministerium zwei Blanko-Presseausweise an, die an zwei Kriminalbeamte weitergegeben werden sollten, um getarnt und undercover an Veranstaltungen – vermutlich der Kommunistischen Partei Deutschlands – teilnehmen zu können. Das lehnte der Verband ab, da Presseausweise grundsätzlich nur an Verbandsmitglieder und Journalisten ausgegeben wurden. Daraufhin kam der Pressereferent des Ministeriums, Weber, in die Geschäftsstelle, um die angeforderten Ausweise in einem persönlichen Gespräch zu bekommen. Auch das wurde abgelehnt, woraufhin er verkündete, „auf andere Weise“ zum Erfolg zu gelangen. Dem Ministerium stehe ein größerer Geldbetrag für „bestimmte Zwecke“ zur Verfügung, um Journalisten zu honorieren, die ihm die gewünschten Informationen beschaffen. Weil mit dieser Aussage schlimme Erinnerungen an die Nationalsozialistische Diktatur geweckt wurden, wurde umgehend Protest beim hessischen Ministerpräsident Christian Stock erhoben.

### 1950 – 1959
Die ersten Tarifverhandlungen des Deutschen Journalisten-Verbandes führten am 27. Juli 1951 zum Abschluss eines Tarifvertrages für Redakteure bei Tageszeitungen. Die Unzufriedenheit über die Forderungen und tatsächlich erzielten niedrigen Abschlüsse der Wiesbadener Tarifverhandlungen waren aber für den hessischen Verband so enttäuschend, dass er seine Mitgliedschaft im neugegründeten Deutschen Journalisten-Verband zum 31. Dezember 1951 kündigte – dies aber vor Ablauf der Frist am 29. September 1951 widerrief.
Am 6. September 1952 sorgte eine Rede von Journalistin Helli Knoll, Vorstandsmitglied, Leiterin des Presseamtes der Stadt Frankfurt am Main sowie SPD-Mitglied, für große Aufregung. Unter dem Titel Deutschland vor der Entscheidung fand eine Kundgebung im Althoffbau des Zoo Frankfurt statt, wo der Hauptredner der frühere Reichskanzler Joseph Wirth war. Es ging um den Frieden und gegen einen Wehrbeitrag der Bundesrepublik. Knoll hielt eine emotionsgeladene politische Rede. Daran nahm die FDP-Fraktion in der Frankfurter Stadtverordnetenversammlung Anstoß und forderte ihre Absetzung als Pressesprecherin. Dies lehnte die Personalabteilung ab, weil sie nicht als Leiterin des Presseamtes angekündigt wurde. Der Vorstand des Verbandes der Berufsjournalisten in Hessen stellte damals fest, dass Knoll als Privatperson von dem im Grundgesetz garantierten Recht der freien Meinungsäußerung Gebrauch gemacht hat.
1958 benannte sich die Interessenvertretung um in Hessischer Journalisten-Verband (hjv).
Am 20. November 1958 wurde das hessische Pressegesetz neuverfasst. Ein verantwortlicher Redakteur musste nicht mehr unbedingt in Hessen wohnen, sondern lediglich im Geltungsbereich des Grundgesetzes.
Mit dem plötzlichen Tod des Ersten Vorsitzenden Robert Mösinger konnte sein bisheriges Vorzimmer zusammen mit der Sekretärin nicht mehr als Geschäftsstelle genutzt werden. In Frankfurt am Main wurde in der Liebigstraße 24 eine Geschäftsstelle eingerichtet und personell besetzt.

### 1960 – 1969
Zu der ersten weiblichen Geschäftsführerin wird am 19. Oktober 1962 die damalige Sekretärin Brigitte Slocinski berufen, die die Geschäfte 18 Jahre lang leitete.

### 1970 – 1979
In den frühen siebziger Jahren diskutierte der hessische Justizminister Johannes Strelitz (SPD) mit Vertretern der SPD-Landtagsfraktion und dem geschäftsführenden Vorstand des hessischen Journalisten-Verbandes über eine Modernisierung des Presserecht und stellte dabei fest, dass Hessen keineswegs den Ehrgeiz habe, die innere Pressefreiheit gesetzlich zu regeln, wenn der Bund tätig wird. Hessen wolle lediglich eine Initialzündung bewirken. Einverstanden würde man auch sein, wenn das Problem mittels eines Tarifvertrags zwischen Verleger- und Journalistenverbänden geregelt werde. Strelitz sagte „ein solches Gesetz sei kein arbeitsrechtliches Problem, sondern eine verfassungsrechtliche Frage“. hjv-Vorsitzender Hans-Jürgen Hoyer erwiderte, die Journalisten würden eine tarifvertragliche Regelung auf der Basis eines Bundesgesetzes bevorzugen.

Durch den plötzlichen Regierungswechsel in Bonn wurden die Arbeiten unterbrochen. In der Regierungserklärung des Kabinetts Willy Brandt/Walter Scheel hieß es: „Zur Pressefreiheit gehört die Freiheit in der Presse und in den Medien.“ Es gab viele Entwürfe, der hessische Journalisten-Verband legte im März 1976 einen eigenen Entwurf vor, aber die hessische Landesregierung verwies an die Bundesregierung und diese empfahl eine tarifvertragliche Lösung. Bundeskanzler Helmut Schmidt (SPD) wischte das Problem vom Tisch und Bundesinnenminister Gerhart Baum (FDP) erklärte gegenüber Die Welt:

„Ich habe nicht die Absicht, mir an diesem ungeliebten Thema die Finger zu verbrennen.“

Dagegen war 1973 in den verabschiedeten Wiesbadener Leitlinien liberaler Medienpolitik sogar die Regelung der Rechtsverhältnisse der Medien im Rahmen der konkurrierenden Gesetzgebung des Bundes verlangt worden. Mindestens sollte der Bund seine Rahmenkompetenz voll ausschöpfen.
1973 nimmt der hessische Journalisten-Verband den neuen Pressekodex in seiner Satzung mit auf.
1974 gelang es dem Verband, sich zusammen mit dem Bundesverband DJV mit dem Bundesverband Druck auf den ersten Manteltarifvertrag für Redakteure bei Zeitschriften zu einigen. Erneute Tarifgespräche mit dem Bundesverband im Jahr 1976 scheiterten. Der hessische Journalisten-Verband stellte sich ebenso wie der Deutsche Journalisten-Verband gegen einen Streikaufruf der IG Druck und Papier. In einer eigenen Stellungnahme gegen eine Wiederaufnahme von Streiks warnte der hessische Journalisten-Verband vor negativen Folgen, vor allem für freie Journalisten.
Auf ihrem Landesparteitag in Friedberg hatte die CDU Hessen im November 1977 einen sicherheitspolitischen Leitsatz erlassen. Diesen Leitsatz bewertete der Hessische Journalisten-Verband als Versuch, Journalisten bei öffentlichen-rechtlichen Rundfunkanstalten in die Nähe von Terroristen zu rücken, um unter dem Deckmantel der „Sicherheitspolitik“ gegen kritische Berichterstattung vorzugehen.
1978 scheren die Hessischen Verleger aus dem Tarifvertrag für feste Freie (§ 12 a) aus. Erst wenige Monate zuvor, im September 1977, war es dem DJV gelungen, nach mehrjährigen intensiven Gesprächen und Verhandlungen, auf Bundesebene diesen Tarifvertrag für arbeitnehmerähnliche freie Journalisten mit dem Bundesverband der Zeitungsverleger (BDZV) abzuschließen, womit zum ersten Mal die wirtschaftliche und soziale Schutzwürdigkeit der ständigen Freien Mitarbeiter von den Verlegern anerkannt wurde. Begründet wurde dies damit, dass Freie eben Freie seien und damit keinem Tarifvertrag unterliegen könnten. Initiatoren waren kleinere hessische Zeitungen, aus Angst davor, was an finanziellen Belastungen auf sie zukommen würde. Der hessische Journalisten-Verband hat daraufhin versucht, beim Bundesarbeitsministerium die Allgemeinverbindlichkeit des Tarifvertrages und damit die ein Beziehungen Hessens durchzusetzen, musste sich aber belehren lassen, dass auf diesem Weg zwar die Gültigkeit auf alle betroffenen Arbeitgeber innerhalb des Tarifgebietes erweitert werden könne, nicht aber die Ausdehnung auf ein anderes.
Im März 1979 forderte der Verbandstag Bundeskanzler Helmut Schmidt auf, endlich sein Versprechen vom Dezember 1979 wahrzumachen und ein Bundes-Presserechts-Rahmengesetz vorzulegen. Dieses sollte nach Ankündigung des Bundeskanzlers in Kraft treten, wenn es zu keiner Einigung zwischen Verlegerverband und dem Journalistenverband kommt. Bis zur Mitte der Legislaturperiode kam es zwischen Verlegern und Journalisten-Verbänden weder zu einer einvernehmlichen Regelung der inneren Pressefreiheit oder einer Verständigung über die Einführung von Redaktionsstatuten.

### 1980 – 1989
1980 unternahm der hessische Journalisten-Verband einen neuen erfolglosen Anlauf eine Änderung am hessischen Pressegesetz zu bewirken. Ministerpräsidenten Holger Börner empfahl dem Geschäftsführenden Vorstand, Vorschläge für Verbesserungen, vorzulegen, die aber ignoriert wurden.
Anfang der 1980er Jahre konnte der hessische Journalisten-Verband dem Druck widerstehen, mit anderen Gewerkschaften zu fusionieren. Die Bemühungen der drei Spartengewerkschaften IG Druck und Papier, die Rundfunk-Fernseh-Film-Union (RFFU) und des DJV, eine große Mediengewerkschaft im Deutschen Gewerkschaftsbund (DGB) zu gründen, scheiterten endgültig am 6. April 1984 in Köln am massiven Widerstand des damaligen hessischen Vorsitzenden Gernot Raue, der wie viele Mitglieder eine Einengung der Freiheit der Journalisten durch eine Mediengewerkschaft innerhalb des DGB befürchtete. Der hessische Journalisten-Verband blieb eigenständig.
Am 25. August 1981 betonte der Vorstand des Hessischen Zeitungsverlegerverbandes in Schlangenbad gegenüber dem hessischen Journalisten-Verband, dass sie aus grundsätzlichen Erwägungen gegen eine tarifliche Regelung für freie Journalisten sind, denn die Einführung des (§ 12a) in das Tarifvertragsgesetz durch den Gesetzgeber 1974 eröffne lediglich die Möglichkeit eines Tarifvertrages für arbeitnehmerähnliche freie Mitarbeiter, schreibe ihn aber nicht vor.
Bei einem Pressegespräch zum 78. Deutschen Bädertag in Bad Orb wurden im Oktober 1982 mehrere Journalisten von einer Pressekonferenz ausgeschlossen. Zwei Journalisten mussten auf Anweisung des Kurdirektors den Saal ohne Angaben verlassen, obwohl sie im Vorfeld telefonisch zu dem Termin zugelassen wurden. Gegen diesen „deutlichen Eingriff in die Pressefreiheit“ protestierte der Hessische Journalisten-Verband.
Seit dem Verbandstag 1989 veröffentlicht der hessische Journalisten-Verband eine eigene Mitgliederzeitschrift. Zuerst unter dem Titel hjv im Blickpunkt, heute Blickpunkt – Journalismus in Hessen.

### 1990 – 1999
Während Tarifverhandlungen vom hessischen Journalisten-Verband zusammen mit dem Deutschen Journalisten-Verband und IG Medien mit dem Bundesverband Deutscher Zeitungsverleger streikten im Mai 1990 Redakteure und Journalisten von über 130 Tageszeitungen. Am Ende der Verhandlungen stand der Abschluss eines Manteltarifvertrags, eines Gehaltstarifvertrags und eines Ausbildungstarifs.
1997 kündigen die Verleger die Tarifverträge. Es folgten wieder Streiks. Der hessische Journalisten-Verband zusammen mit dem Deutschen Journalisten-Verband und IG Medien hatten bei den Verhandlungen mit den Arbeitgeberverbänden einen schweren Stand.

### 2000 – 2009
Anfang 2000 wurde die Geschäftsstelle von Frankfurt am Main in die Landeshauptstadt Wiesbaden verlegt, unter anderem wegen stark gestiegener Mietpreise in Frankfurt.
Mit den Terroranschlägen am 11. September 2001 verändert sich die politische Lage nachhaltig, was auch auf den Journalismus Auswirkungen hatte. Immer häufiger wurden Gesetzesvorschläge eingereicht, in denen mit Berufung auf den Schutz vor Terrorismus auch die Pressefreiheit massiv eingeschränkt worden wären.
2004 fanden die größten Streiks von Tageszeitungsredakteuren seit 1990 statt. Ziel war es, die Arbeitszeitverlängerungen, Urlaubs- und Urlaubsgeldkürzungen zu verhindern.
Am 9. März 2005 benannte sich die Gewerkschaft um und ließ sich im Vereinsregister als Deutscher Journalisten-Verband Landesverband Hessen e.V. (DJV Hessen e.V.) eintragen.
Seit 2006 schreibt der Verband jährlich bundesweit den Hessischen Journalistenpreis zusammen mit der Sparda-Bank Hessen aus. Seitdem wurden zahlreiche Größen des Journalismus für ihr Lebenswerk geehrt und publizistische Leistungen der unterschiedlichen Ressorts ausgezeichnet. Der Preis würdigt journalistische Beiträge, die zur Stärkung der unverwechselbaren Identität Hessens beitragen. Übersicht Preisträger
Seit 2007 veranstaltet der DJV Hessen jährlich zusammen mit dem Landesverband Thüringen den Fotowettbewerb Pressefoto Hessen-Thüringen, zu dem viele hundert Bildjournalisten ihre Arbeiten einreichen, die Ereignisse in den beiden Bundesländern Hessen und Thüringen widerspiegeln. Die Preisverleihung findet abwechselnd jährlich im Landtag in Wiesbaden und in Erfurt statt. 2020 und 2021 fand die Ehrung der Preisträger wegen der Corona-Pandemie online statt. Übersicht Preisträger
Seit 2009 werten Fotografen und Bildjournalisten einmal im Jahr die hessischen Tageszeitungen im Rahmen der Aktion Fotografen haben Namen aus und vergleichen das Ergebnis mit dem Auswertungen vom Deutschen Journalisten-Verband. Hintergrund ist, dass Fotografen mit § 13 des Urheberrechtsgesetz (UrhG) das Recht haben, dass ihr Name am Bild abgedruckt wird. Trauriges Ergebnis: Nur rund 30 Prozent der Bilder werden in Hessen mit dem Namen der Fotografin oder des Fotografen kenntlich gemacht. Für Abdrucke ohne Namen können Fotografen Strafzuschläge von 100 % auf das Honorar verlangen, welche aber selten eingefordert werden.

### 2010 – 2019
Nachdem der DJV Hessen lange Zeit öffentlichen Druck auf das Medienhaus Südhessen in Darmstadt ausgeübt hatte, vermeldeten am 21. November 2012 die Arbeitgeber von Medienhaus Südhessen GmbH, der Echo Druck und Service GmbH sowie der Echo Zeitungen GmbH zusammen mit dem Betriebsrat, dass die Arbeitgeber auf die geplante Tarifflucht verzichten und die Mitarbeiter keinen Wechsel in tariflose Betriebe befürchten müssen.
Der DJV Hessen ging gegen die hessische Polizei und das Innenministerium vor, nachdem die Wohnungen von acht freien Pressefotografen aus Frankfurt am Main sowie in anderen Städten am 6. Februar 2013 von den Ermittlungsbehörden durchsucht worden waren, um an mögliche Fotos von einer Attacke gegen einen Polizisten bei einer Demonstration zu gelangen. Diese in Hessen initiierten bundesweiten Razzien und Beschlagnahmen untergruben das Grundrecht auf Pressefreiheit und wurden als Verstoß gegen das in der Strafprozessordnung verankerte Zeugnisverweigerungsrecht (§ 53 StPO) und Beschlagnahmeverbot (§ 97 StPO) sowie gegen Vorgaben des Bundesverfassungsgerichts angesehen. Bereits 2007 wurde mit dem Cicero-Urteil festgestellt, dass Durchsuchungen bei Journalisten nur dann statthaft sind, wenn sie selbst nachweislich eine Straftat begangen haben.
Seit 30. Mai 2015 veranstaltet der DJV Hessen zusammen mit der Jugendpresse Hessen, dem Presseclub Wiesbaden und der Hessischen Landesanstalt für privaten Rundfunk und neue Medien (LPR) jährlich den kostenfreien Hessischen Jungjournalistentag in Frankfurt am Main. Nachwuchsjournalisten kommen zum Austausch mit Experten aus der Medienbranche und anderen jungen Medienmachern zusammen. Netzwerken und die Fortbildung in Workshops stehen im Mittelpunkt, seit 2016 wird die Veranstaltung zusätzlich per Facebook-Live übertragen. Wegen der COVID-19-Pandemie musste die Veranstaltung seit 2020 pausieren, eine Neuauflage ist ab 2023 geplant.
Seit 23. Juni 2017 ist Knud Zilian Vorstandsvorsitzender.
Seit 2018 verleiht der DJV Hessen jährlich am 3. Mai, dem Internationalen Tag der Pressefreiheit, die Feder für die Pressefreiheit.

### Ab 2020
Am 3. Mai 2022, dem Internationalen Tag der Pressefreiheit, geht der DJV Hessen mit seinen Mitgliedern in Frankfurt am Main auf die Straße, um an die im Russischen Angriffskrieg auf die Ukraine gejagten und getöteten Journalisten zu Gedenken sowie vor dem russischen Konsulat gegen den Krieg zu demonstrieren und an die unterdrückte Presse in Russland zu erinnern:

„In Russland gibt es keine freie Presse mehr, was bleibt ist die Propaganda des Staats – und wohin das führt haben wir in Deutschland in den Jahren 1933 bis 1945 erlebt.“

## Selbstdarstellung

### Aufgabe
Der DJV Hessen bezeichnet sich selbst als Kombination von Gewerkschaft und Berufsverband, sieht sich als Interessenvertretung fest angestellter und frei- und hauptberuflich tätiger Journalisten aus allen Medienbereichen, einschließlich Pressestellen und PR-Agenturen, solange diese journalistisch arbeiten. Neben klassischen tariflichen Aufgaben engagiert sich der DJV Hessen auch in Sachen Presse- und Informationsfreiheit sowie für die Qualität journalistischer Aus- und Weiterbildung. Er meldet sich zu allen medienpolitischen Fragen, vor allem im Zusammenhang mit der Pressefreiheit, zu Wort. Der DJV Hessen ist Mitunterzeichner der gemeinsamen Erklärung des Arbeitskreises Vorratsdatenspeicherung gegen den Gesetzesentwurf über die Vorratsdatenspeicherung. Er ist 1949 Mitbegründer und seitdem Anteilseigener am Versorgungswerk der Presse, einer Versorgungseinrichtung für Journalisten und Medienfachleute.
Die Gewerkschaft führt Tarifverhandlungen mit den hessischen Zeitungsverlegern, dem Intendant des Hessischen Rundfunks sowie privater Rundfunkanstalten mit Sitz in Hessen. Im Gegensatz zu Printmedien sind Gehalts- und Manteltarifverhandlungen bei Funk und Fernsehen auf Landes- bzw. Anstaltsebene zu führen. Der Verband setzt sich für Qualitätsjournalismus ein und gegen gesellschaftliche Strömungen, die versuchen den Journalismus aus den Angeln zu heben, sei es durch Beschimpfungen als Lügenpresse oder durch die Verunsicherung der Gesellschaft mit Fake News. Die Frage nach einer anständigen Tarifpolitik und der Kampf um angemessene Gehaltsabschlüsse beschäftigen den Verband am meisten. Der DJV Hessen hat mit Formaten wie dem Würzburger Kreis oder der Fünferbande (zusammen mit den Landesverbänden Thüringen, Saarland, Rheinland-Pfalz und Baden-Württemberg) Verbandspolitik im Deutschen Journalisten-Verband mit gestaltet und Strukturveränderungen eingeleitet. Die sogenannte Fünferbande veranstaltete zwischen 2004 und 2013 unter der hessischen Führung insgesamt sechs Süddeutsche Journalistentage im Zwei-Jahres-Ryhtmus an unterschiedlichen Orten (unter anderem in Mainz beim ZDF und beim Bayerischen Rundfunk in München) zum Thema Qualitätsjournalismus mit Vorträgen, Führungen und Portfoliosichtungen für Fotografen. Er ist Ansprechpartner für (Medien-)Politiker.

### Struktur
Der DJV Hessen ist von Beginn an föderalistisch organisiert. Ortsverbände fanden sich in Frankfurt am Main, Wiesbaden, Darmstadt, Bad Nauheim, Gießen, Wetzlar (später Lahn-Dill), Alsfeld, Marburg, Bad Hersfeld, Kassel und Offenbach am Main. Über die Jahre sind Fulda und Hanau (früher Hanau-Büdingen-Kinzigtal und Hanau-Gelnhausen-Schlüchtern) hinzugekommen. Bad Nauheim und Gelnhausen haben ihre Eigenständigkeit wieder aufgegeben, Alsfeld wurde 1972 in den Kreisverband Marburg/Biedenkopf/Frankenberg eingegliedert, Bad Hersfeld schloss sich 1965 Kassel an, Offenbach am Main hat sich Frankfurt am Main angeschlossen. Der Ortsverband Fulda benannte sich 2013 in Bezirksverband Osthessen um, der Ortsverband Hanau benannte sich zeitgleich in Bezirksverband Hanau / Main-Kinzig um. Heute bestehen noch sechs Ortsverbände (Darmstadt, Frankfurt am Main, Gießen, Kassel, Marburg, Wiesbaden) und drei Bezirksverbände (Hanau / Main-Kinzig, Lahn-Dill, Osthessen).
Die Mitglieder können sich ehrenamtlich vor Ort, in den Fachausschüssen und im Landesverband engagieren. Dazu stehen ihnen zahlreiche Gremien zur Verfügung. Sie können Mitglied im jeweiligen Orts- und Bezirksvorstand oder im achtköpfigen Landesvorstand werden. Als beratende Gremien des Vorstandes stehen den Mitgliedern Fachausschüsse zur Mitarbeit offen. Sie sind seit der Strukturreform 2012 nach Berufsgruppen bzw. Mediengattungen unterteilt: Audiovisuelle Medien (Bildjournalisten, Fotografen, Rundfunk, Online), Tageszeitungen/Zeitschriften/Agenturen, Betriebsräte/Personalräte/Gleichstellung, Journalisten in Wirtschaft und Verwaltung, Freie, Presse- und Öffentlichkeitsarbeit, Junge Journalisten und Europa. Die Orts- und Bezirksvorsitzende sowie die Sprecher der Fachausschüsse gehören dem erweiterten Landesvorstand an.
Das höchste Organ des Landesverbandes ist seit 1975 der Delegiertentag. Auf diesem können Mitglieder, Orts- und Bezirksverbände sowie die Fachausschüsse an den Landesvorstand sowie an den Bundesvorstand des Deutschen Journalisten-Verbandes Anträge und Arbeitsaufträge stellen.
Der DJV Hessen ist unabhängig vom Deutschen Gewerkschaftsbund.

### Leistungen
Der DJV Hessen ist Interessenvertretung seiner Mitglieder, unterstützt sie durch Informationen und Beratung und veranstaltet Tagungen, Kongresse und Stammtische. Er gewährt Rechtsschutz und bietet vergünstigte Versicherungen an.

Berufsspezifische Leistungen sind die Ausstellung von offiziellen Presseausweisen, die von Behörden, Ämtern und Pressestellen anerkannt sind und die Unterschrift des Vorsitzenden der Bundesinnenministerkonferenz tragen. Mitglieder erhalten neben dem vierteljährlich erscheinenden hessischen Mitgliedermagazin Blickpunkt – Journalismus in Hessen die monatliche Ausgabe der Zeitschrift journalist. Für Fotografen und Bildjournalisten steht das DJV-Bildportal, eine Vermarktungsplattform für Bilder, zur Verfügung. Der DJV Hessen erarbeitet ausformulierte Grundsätze für die journalistische Arbeit, zum Beispiel die Leitlinien zur Autorisierung von Interviews, und veröffentlicht diese.

## Journalistenpreise und Würdigungen

### Hessischer Journalistenpreis
Seit 2006 würdigt der Verband DJV Hessen zusammen mit der Sparda-Bank Hessen journalistische Beiträge, die zur Stärkung der unverwechselbaren Identität Hessens beitragen.

### Pressefoto Hessen (vormals Pressefoto Hessen-Thüringen)
Mit dem mit insgesamt bis zu 6.000 Euro dotierten PresseFoto Hessen werden hauptberufliche Fotojournalisten ausgezeichnet, die im zurückliegenden Jahr mit ihren Aufnahmen aus Hessen besondere Schlagzeilen und für Aufmerksamkeit in den Medien gesorgt sowie zur Stärkung der Identität der beiden Bundesländer beigetragen haben. Er wurde im Jahr 2007 vom Sparkassen- und Giroverband Hessen-Thüringen, den Deutschen Journalisten-Verband Hessen und dem Deutschen Journalisten-Verband Thüringen ins Leben gerufen. Die ersten 16. Wettbewerbe veranstalteten beide Landesverbände bis 2022 gemeinsam unter den Titel „Pressefoto Hessen-Thüringen“ und umfasste auch die Nachrichtenbilder aus Thüringen. Anfang 2023 verkündete der Landesverband Thüringen, aus internen Gründen sich nicht mehr an dem Wettbewerb zu beteiligen.

### Feder für die Pressefreiheit
Der DJV Hessen verleiht jährlich am 3. Mai, dem Internationalen Tag der Pressefreiheit, die Feder für die Pressefreiheit, ein Mont-Blanc Federhalter mit eingraviertem Namen der zu ehrenden Person, die sich für die Pressefreiheit eingesetzt oder wegen ihrer Meinungen und Artikel inhaftiert, gefoltert oder verfolgt wurden.

## Deutscher Presserat

### Vertreter im Deutschen Presserat
| Zeitraum      | Name                       | Arbeitgeber                           | Anmerkung                                                                                          |
| ------------- | -------------------------- | ------------------------------------- | -------------------------------------------------------------------------------------------------- |
| 1959 bis 1964 | Bernd Lohse                | -                                     | [ 6 ]                                                                                              |
| 1963 bis 1965 | Marcel Schulte             | Frankfurter Neue Presse               | [ 6 ]                                                                                              |
| 1973 bis 1981 | Friedrich-Franz Sackenheim | Hessischer Rundfunk                   | [ 6 ]                                                                                              |
| 1977 bis 1978 | Klaus Meier-Ude            | Freier Fotograf                       | [ 6 ]                                                                                              |
| 1977 bis 1985 | Georg Schwinghammer        | Wetzlarer Neue Zeitung                | zuletzt Vorsitzender des Beschwerdeausschusses                                                     |
| 1985 bis 1992 | Horst Köpke                | Frankfurter Rundschau                 | im ersten Jahr Stellvertreter der Sprecherin Brigitte Weyl, 1987 im turnusgemäßen Wechsel Sprecher |
| 2002 bis 2006 | Jörg Steinbach             | Hessische/Niedersächsische Allgemeine | -                                                                                                  |
| seit 2014     | Klaus-Peter Andrießen      | Wetzlarer Neue Zeitung                | -                                                                                                  |

## Vorsitzende, Vorstandsmitglieder, Ehrenmitglieder und Geschäftsführer

### Vorsitzende

#### Albrecht Bechthold (1959 – 1963)
Albrecht Bechthold (* 1926 in Frankfurt am Main; †) war deutscher Journalist. Nach der Rückkehr aus der Kriegsgefangenschaft holte er Anfang 1948 das Abitur nach und begann im Mai desselben Jahres seine journalistische Tätigkeit als freier Mitarbeiter für den Main-Taunus-Kreis bei der Frankfurter Neuen Presse (FNP), wo er bald einen Reportervertrag erhielt. Am 1. September 1948 wurde er Redakteur der FNP mit Sitz in Limburg, wo er die Redaktion der Limburger Neuen Presse leitete, die 1950 im wiedererstandenen Nassauer Boten aufging. Bechtold wechselte in die FNP-Zentrale nach Frankfurt am Main, war zunächst deren Landtagskorrespondent in Wiesbaden und wirkte als deren kommunalpolitischer Redakteur in Frankfurt am Main. Bis 1966 blieb er bei der FNP und arbeitete ab dann als Korrespondent für achtzehn Tageszeitungen zwischen Kiel und Konstanz mit den Schwerpunkten hessische Landespolitik, Stadt Frankfurt, Medizin und Mode. 1973 verlegte er seinen Wohnsitz und sein Büro nach Weinheim, wo er bis zum Alter von siebzig Jahren als Journalist aktiv blieb. Von 1966 bis 1996 war er Mitglied der Landespressekonferenz Hessen.
Nach dem Tode Robert Mösingers im Jahre 1959 wurde Bechthold vom Vorstandsmitglied Walter Brand gewonnen, für den Vorstand zu kandidieren. Bechthold war bis dahin nicht außergewöhnlich aktiv für den Verband gewesen. Auf einem außerordentlichen Verbandstag wurde er dann gewählt. 1963 legte er im Verlauf von Auseinandersetzungen den Vorsitz nieder und verließ den Verband.

#### Klaus Eitel (1977/78)
Klaus Eitel (* 1935 in Darmstadt; †) war deutscher Journalist. Während seines Studiums der Jurisprudenz arbeitete er beim Darmstädter Echo, wo er dann auch volontierte und bis Ende der 1990er geblieben und das Politik-Ressorts geleitet hat.
1972 wurde er als Beisitzer in den Vorstand gewählt und 1976 nach dem Tode Hans-Jürgen Hoyers am 9. September 1975 als Vorsitzender gewählt. Kurz darauf wurde ihm von einer Fernsehanstalt eine Moderatorenstelle einer Sendung zusätzlich zu seiner Zeitungstätigkeit angeboten. Das wollte der Verlag nur genehmigen, wenn er auf sein Gewerkschaftsamt verzichtet, weshalb Eitel 1978 vorzeitig zurücktrat. Zuvor sorgte er noch für die Umstellung des Verbandes von einer Mitgliederversammlung auf das Delegiertenprinzip.

#### Dieter Jaenicke (1978/79)
Dieter Jaenicke (* 1938 in Berlin; †) war deutscher Journalist. Er volontierte beim Taunus-Boten in Bad Homburg, nahm danach eine Redakteurstätigkeit bei der Bundes-Korrespondenz in Frankfurt am Main an, die unter anderem den Hessenspiegel herausbrachte. Später begann er ein Studium der Soziologie, Politik und Sozialpolitik, welches er mit dem Grad eines Diplom-Soziologen abschloss. Zunächst betätigte er sich weiter wissenschaftlich beim Institut für angewandte Sozialwissenschaft in Bad Godesberg. Von dort aus wechselte er in die Nachrichtenredaktion des Hessischen Rundfunks, wo er auch in anderen Funktionen tätig wurde, zum Beispiel als Chef vom Dienst.
1968 wurde er Mitglied im DJV Hessen und engagierte sich aktiv im Landesvorstand. Nach dem Tod Hans-Jürgen Hoyers 1975 übernahm er als zweiter Vorsitzender vorübergehend dessen Aufgabe, bis ein Nachfolger gewählt wurde. 1978/79 wurde er zum Ersten Vorsitzenden, bevor er in Folge des häufigen Schichtdienstes aus dem Geschäftsführenden Vorstand ausschied. Er blieb als Ansprechpartner beim Hessischen Rundfunk und als Delegierter auf Bundes- und Landesebene aktiv und war einer der Fürsprecher für die Bildung einer einheitlichen Mediengewerkschaft im DGB.

#### Gernot Raue (1979 – 1991)
Gernot Raue (* in Berlin; †) war deutscher Journalist. In Berlin ging er zur Schule, dort studierte er Theaterwissenschaft im Hauptfach. Ein Aufenthalt als Austauschschüler in Amerika hatte erste journalistische Arbeiten zur Folge gehabt. Aber sein Weg führte nicht direkt zum Journalismus, sondern zunächst auf eine Schauspielschule und nach dem Studium als Dramaturg und Schauspieler an das Schleswigsche Landestheater. Zurück in Berlin begann er als freier Mitarbeiter für verschiedenartige Organe zu schreiben, unterrichtete an Volkshochschulen und war als Lektor tätig. Dabei knüpfte er Kontakte zum Saarländischen Rundfunk, zog 1965 nach Saarbrücken, um als hauptberuflicher Journalist zu arbeiten. Später wechselte er als Redakteur zum Hessischen Rundfunk in Frankfurt am Main und leitete die Pressestelle.
Als Raue 1978 als Beisitzer in den Vorstand gewählt wurde, betrachtete man ihn schon als künftigen Vorsitzenden, was er 1979 dann wurde.
In seine Amtszeit fielen die mühseligen und kräftezehrenden Auseinandersetzungen um die Bildung einer Mediengewerkschaft innerhalb des DGB. Unter seiner Leitung folgte der DJV seiner Devise, den Beitritt davon abhängig zu machen, ob dies den Kollegen nutzt oder nicht, was sich als richtig erwies. Danach betrachtete Raue seine Aufgabe als erfüllt. Noch weitere zwei Jahre durfte er Vorsitzender bleiben, weil die vorgesehene Nachfolgerin auf eine Kandidatur verzichtete, ihr Verleger hatte ihr eine attraktive neue Aufgabe in Bonn angeboten hatte, mit der der Verbandsvorsitz nicht zu vereinbaren war.
Gernot Raue war Ende der 1990er Jahre im Gesundheitsressort des Hessischen Rundfunks tätig und Präsident des Frankfurter Presseclubs.

#### Knud Zilian (seit 2017)
Knud Zilian (* 28. Juni 1957) ist deutscher Journalist aus Frankfurt am Main. Beim Hessischen Rundfunk ist er Radiomoderator und Mitglied im Personalrat. Auf Bundesebene ist Zilian im Deutschen Journalisten-Verband im Fachausschuss Hörfunk aktiv und viele Jahre deren Vorsitzender sowie Bundessprecher.

### Ehrenvorsitzende und Ehrenmitglieder

#### Hans Hartmann (1990)
Hans Hartmann (* 27. Mai 1927 in Fulda; † 20. Oktober 2015) war ein deutscher Journalist. Nach dem Abitur begann er bei der Fuldaer Volkszeitung (VZ / FVZ). Schnell erhielt er eine Anstellung bei der Nachrichtenagentur DENA, eine Vorläuferin der Deutschen Presse-Agentur (dpa). Von Januar 1949 an übernahm er die Vertretung der amerikanischen Agentur UP für Fulda und den osthessischen Raum. 1951 kehrte er zur dpa zurück, bevor er als Redakteur zurück zur FVZ wechselte. 1953 wechselte er in die Hessenredaktion der Frankfurter Rundschau (FR). Die längste Zeit aber wirkte er beim Wiesbadener Kurier, wo er zuletzt bis zum Eintritt in den Ruhestand als Gerichtsberichterstatter tätig war.

In Wiesbaden war er jahrelang Ortsverbandsvorsitzender des hessischen Journalisten-Verband und damit auch Mitglied im Erweiterten Vorstand. Viele Jahre organisierte er den Wiesbadener Journalistenstammtisch, die Donnerstagsrunde und konnte dabei unzählige illustre Gäste aus Politik, Wirtschaft und Kultur begrüßen, Minister ebenso wie Karnevalspräsidenten. Auf den Verbandstagen, sei es auf Landes- wie auf Bundesebene, brachte er sich immer mit ein. Er war einer der Aktivisten, die die Verbandspolitik im deutschen Journalisten-Verband mitgestaltet hat, weshalb er 1990 Ehrenmitglied wurde.

#### Werner Marcos (1992)
Werner Marcos (* Krefeld; † 1992) war deutscher Journalist. 1938 bis 1940 kam er nach Marburg, seinem späteren langjährigen Wohnsitz, um eine Lehre in der Elwert'schen Universitätsbuchhandlung zu absolvierten. 1940/41 arbeitete er in Leipzig als Buchhändler, bevor er zum Militärdienst einberufen wurde. Im November 1945 begann er bei der Marburger Presse ein Volontariat und war bei dem Blatt später Redakteur für Sport und Jugendfragen. Später betätigte er sich in der Marburg an der Lahn als freier Journalist. Daneben hatte er viele Ehrenämter wie den Vorsitz des Verkehrsvereins und der Arbeiterwohlfahrt. Zwölf Jahre war er Mitglied in der Stadtverordnetenversammlung und hoffte es mit seiner journalistischen Tätigkeit vereinbaren zu können. Oberbürgermeister Hanno Drechsler hob die stets wohlwollende Berichterstattung hervor, als er ihm die Ehrenmedaille der Stadt Marburg überreichte.
Werner Marcos war 1947 bei der Gründung des Verbandes der Berufsjournalisten in Hessen dabei. 1955 rückte er als Beisitzer in den Vorstand ein, zwei Jahre war er Zweiter Vorsitzender, als 1959 Robert Mösinger starb und Marcos für ein paar Monate die Geschäfte führen musste. Das brachte ihm viel Ärger ein. Ihm wurden Fehlinvestitionen vorgeworfen, weil er in fünfzehn Tageszeitungen Todesanzeigen aufgegeben hatte, in der FAZ sogar in der teuren Reichsausgabe. Zudem hat er die Leiche von Robert Mösinger auf Kosten des Verbandes überführen lassen, weil es keine andere Lösung gab. Und er musste einen neuen Büroraum anmieten, einrichten und Personal einstellen, weil das bisherige Büro mit dem Tod von Mösinger nicht mehr genutzt werden durfte. Das Amt des Zweiten hjv-Vorsitzenden behielt Mascos zwanzig Jahre bis 1975 und wurde dann wieder Beisitzer. Den Verbandsvorsitz wollte er nie übernehmen, auch wenn er öfters gefragt wurde. Er war in diversen Funktionen im Verband tätig. Auf Bundesebene vertrat er die Interessen seiner freien Kollegen mit viel Engagement, war Repräsentant der Freien und ist als langjähriger Vorsitzender des Bundesfachausschusses der Freien in die Verbandsgeschichte des Deutschen Journalisten-Verbandes eingegangen.
1992 starb Werner Marcos an einem Krebsleiden. Der DJV Hessen hat ihn zu seinem Ehrenmitglied gewählt.

#### Wolfgang Scheer (2000)
Wolfgang Scheer (* 27. Mai 1929 Frankfurt am Main; †) war deutscher Journalist. Er war Redakteur bei der Wetzlarer Neue Zeitung, wo er im August 1948 seine journalistische Arbeit als Volontär begann. In seiner Freizeit fotografierte er gerne Bauwerke.
Scheer wurde am 1. Oktober 1949 Mitglied im Verband. Er war Schatzmeister von 1979 bis 1995 und anschließend vier Jahre Besitzer im Landesvorstand. Von 1988 bis zum Frühjahr 2001 war er Vorsitzender der Fachgruppe Tageszeitung. Zwischen 1966 und 1991 sowie 1997 bis Mai 2001 hat er den damaligen Ortsverband Wetzlar und späteren Bezirksverband Lahn-Dill mitgestaltet. Anfang November 2000 schied er mit 72 Jahren nach mehr als 13 Jahren aus dem DJV-Bundesfachausschuss Tageszeitungen aus. Beim DJV-Verbandstag 2001 in Lübeck bestätigten ihn die Delegierten in seinem Amt als Kassenprüfer. Am 12. August 2000 wurde Wolfgang Scheer zum Ehrenmitglied ernannt.

#### Georg Borufka (2001)
Georg Borufka (* 14. November 1933 Leitmeritz/Elbe; †) war deutscher Journalist. Er begann im Juni 1958 sein Volontär in der Bezirksredaktion der Frankfurter Neuen Presse (FNP). Anfang der Sechziger Jahre war er dann vier Jahre bei den Nürnberger Nachrichten, bevor er 1965 nach Frankfurt am Main zurückkehrte und dann bis zu seinem Ruhestand mehr als 35 Jahre lang als Redakteur beim Regionalfernsehen des Hessischen Rundfunks in der Nachrichtensendung Hessenschau arbeitete. Als „der mit der Pfeife“ ist er nicht nur bei Fernsehkollegen bis heute unvergessen.
Seinem Engagement für den Verband, er war Ortsverbandsvorsitzender von Frankfurt am Main und leitete unter anderem die Redaktionsleitung der Mitgliederzeitschrift hjv im blickpunkt, setzte eine schwere Erkrankung Ende 2000 ein Ende. Auf dem Verbandstag im Juni 2001 in Wiesbaden wurde Georg Borufka zum Ehrenmitglied ernannt.

### Vorstände und Mitglieder des geschäftsführenden Vorstandes
Organ des Verbandes ist der Geschäftsführende Vorstand, bestehend heute aus acht Mitgliedern (1947 bis 1951: sieben Mitgliedern), der auch den Kern des Erweiterten Vorstandes bildet, in dem außerdem seit Gründung die Vertreter der Ortsverbände sitzen, später kamen die Fachausschüsse hinzu.

| Zeitraum ab | 1. Vorsitzender                                                                         | 2. Vorsitzender                                                                                 | Kassierer / ab 1975 Schatzmeister                                                  | Schriftführer                               | Beisitzer |
| ----------- | --------------------------------------------------------------------------------------- | ----------------------------------------------------------------------------------------------- | ---------------------------------------------------------------------------------- | ------------------------------------------- | --- |
| 1947        | Robert Mösinger (Frankfurt am Main)                                                     | Fritz Fay (Frankfurt am Main)                                                                   | Hansheinrich Kruse (Wiesbaden)                                                     | Celli Knoll (Frankfurt am Main)             | Walter Fritze (Bad Nauheim), Paul-Friedrich Weber (Frankfurt am Main), Ludwig Steinkohl (Wiesbaden)                                               |
| 1949        | Robert Mösinger (Frankfurt am Main)                                                     | Fritz Fay (Frankfurt am Main)                                                                   | Karl Rudolf ‚Rudi‘ Eims (Frankfurt am Main)                                        | Celli Knoll (Frankfurt am Main)             | Hansheinrich Kruse, Paul-Friedrich Weber (Frankfurt am Main), Fritz Bartsch (Wiesbaden), Walter Fritze (Bad Nauheim)                              |
| 1951        | Robert Mösinger (Frankfurt am Main)                                                     | Kurt Heyd (Darmstadt)                                                                           | Karl Rudolf ‚Rudi‘ Eims (Frankfurt am Main)                                        | Celli Knoll (Frankfurt am Main)             | Heinz Ad. Kaaf (Darmstadt), Walter Brand (Wiesbaden), Werner Ernenputsch und Richard Daub (beide Frankfurt am Main)                               |
| 1953        | Robert Mösinger (Frankfurt am Main)                                                     | Kurt Heyd (Darmstadt)                                                                           | Karl Rudolf ‚Rudi‘ Eims (Frankfurt am Main)                                        | Walter Brand (Wiesbaden)                    | Heinz Ad. Kaaf (Darmstadt), Werner Ernenputsch (Frankfurt am Main), Celli Knoll (Frankfurt am Main), Marcel Schulte (Frankfurt am Main)           |
| 1955        | Robert Mösinger (Frankfurt am Main)                                                     | Kurt Heyd (Darmstadt)                                                                           | Karl Rudolf ‚Rudi‘ Eims (Frankfurt am Main)                                        | Walter Brand (Wiesbaden)                    | Celli Knoll (Frankfurt am Main), Marcel Schulte (Frankfurt am Main), Richard Daub (Frankfurt am Main), Werner Marcos (Marburg)                    |
| 1957        | Robert Mösinger (Frankfurt am Main)                                                     | Werner Marcos (Marburg)                                                                         | Karl Rudolf ‚Rudi‘ Eims (Frankfurt am Main)                                        | Walter Brand (Wiesbaden)                    | Celli Knoll (Frankfurt am Main), Kurt Heyd (Darmstadt), Sepp Jäger und Horst Kickhefel (beide Frankfurt am Main)                                  |
| 1959        | Robert Mösinger (Frankfurt am Main)                                                     | Werner Marcos (Marburg)                                                                         | Karl Rudolf ‚Rudi‘ Eims (Frankfurt am Main)                                        | Walter Brand (Wiesbaden)                    | Celli Knoll (Frankfurt am Main), Kurt Heyd (Darmstadt), Sepp Jäger und Horst Kickhefel (beide Frankfurt am Main)                                  |
| 1959        | Albert Bechtold (Frankfurt am Main) als Nachfolger des verstorbenen Robert Mösinger     | -                                                                                               | -                                                                                  | -                                           | - |
| 1960        | -                                                                                       | -                                                                                               | Franz Schwarzkopf (Frankfurt) als Nachfolger für den zurückgetretenen Rudi Eims    | -                                           | - |
| 1961        | Albert Bechtold (Frankfurt am Main)                                                     | Werner Marcos (Marburg)                                                                         | Franz Schwarzkopf (Frankfurt)                                                      | Karl Rudolf ‚Rudi‘ Eims (Frankfurt am Main) | Celli Knoll (Frankfurt am Main), Kurt Heyd (Darmstadt), Sepp Jäger (Frankfurt am Main), Otto Pfisterer (Frankfurt am Main)                        |
| 1963        | Hans-Jürgen Hoyer (Frankfurt am Main)                                                   | Werner Marcos (Marburg)                                                                         | Kurt Heyd (Darmstadt)                                                              | Walter Brand (Wiesbaden)                    | Sepp Jäger (Frankfurt am Main), Barbara Baatz, Friedrich Franz Sackenheim, Friedrich A. Wagner (alle drei Frankfurt am Main)                      |
| 1965        | Hans-Jürgen Hoyer (Frankfurt am Main)                                                   | Werner Marcos (Marburg)                                                                         | Kurt Heyd (Darmstadt)                                                              | Walter Brand (Wiesbaden)                    | Barbara Baatz, Friedrich Franz Sackenheim (beide Frankfurt am Main), Heinz Ad. Kaaf (Darmstadt), Günter Zander (Wiesbaden)                        |
| 1967        | Hans-Jürgen Hoyer (Frankfurt am Main)                                                   | Werner Marcos (Marburg)                                                                         | Kurt Heyd (Darmstadt)                                                              | Günter Zander (Wiesbaden)                   | Barbara Baatz, Friedrich Franz Sackenheim (beide Frankfurt am Main), Heinz Ad. Kaaf (Darmstadt), Georg Schwinghammer (Wetzlar)                    |
| 1969        | Hans-Jürgen Hoyer (Frankfurt am Main)                                                   | Werner Marcos (Marburg)                                                                         | Kurt Heyd (Darmstadt)                                                              | Georg Schwinghammer (Wetzlar)               | Friedrich Franz Sackenheim (Frankfurt am Main), Heinz Ad. Kaaf (Darmstadt), Wilhelm Seuß und Friedrich Wilhelm Benn (beide Frankfurt am Main)     |
| 1971        | Hans-Jürgen Hoyer (Frankfurt am Main)                                                   | Werner Marcos (Marburg)                                                                         | Wilhelm Seuß (Frankfurt am Main)                                                   | Georg Schwinghammer (Wetzlar)               | Kurt Heyd (Darmstadt), Friedrich Franz Sackenheim (Frankfurt am Main), Rainer Dinges (Wiesbaden), Jörg Seelbach (Frankfurt am Main)               |
| 1973        | Hans-Jürgen Hoyer (Frankfurt am Main)                                                   | Werner Marcos (Marburg)                                                                         | Wilhelm Seuß (Frankfurt am Main)                                                   | Georg Schwinghammer (Wetzlar)               | Friedrich Franz Sackenheim (Frankfurt am Main), Rainer Dinges (Wiesbaden), Klaus Eitel (Darmstadt), Dieter Jaenicke (Frankfurt am Main)           |
| 1975        | Hans-Jürgen Hoyer (Frankfurt am Main)                                                   | Dieter Jaenicke (Frankfurt am Main)                                                             | Wilhelm Seuß (Frankfurt am Main)                                                   | Georg Schwinghammer (Wetzlar)               | Friedrich Franz Sackenheim (Frankfurt am Main), Rainer Dinges (Wiesbaden), Klaus Eitel (Darmstadt), Werner Marcos (Marburg)                       |
| 1976        | Klaus Eitel (Darmstadt) als Nachfolger für den verstorbenen Hans-Jürgen Hoyer           | -                                                                                               | -                                                                                  | -                                           | Dirk Schwarze (Kassel) als Nachfolger für den aufgerückten Klaus Eitel                                                                            |
| 1977        | Klaus Eitel (Darmstadt)                                                                 | Dieter Jaenicke (Frankfurt am Main)                                                             | Wilhelm Seuß (Frankfurt am Main)                                                   | Georg Schwinghammer (Wetzlar)               | Friedrich Franz Sackenheim (Frankfurt am Main), Rainer Dinges (Wiesbaden), Dirk Schwarze (Kassel), Werner Marcos (Marburg)                        |
| 1978        | Dieter Jaenicke (Frankfurt am Main) als Nachfolger für den zurückgetretenen Klaus Eitel | Dirk Schwarze (Kassel)                                                                          | -                                                                                  | -                                           | Gernot Raue (Frankfurt am Main) als Nachfolger für den aufgerückten Dirk Schwarze                                                                 |
| 1979        | Gernot Raue (Frankfurt am Main)                                                         | Georg Schwinghammer (Wetzlar)                                                                   | Wolfgang Scheer (Wetzlar)                                                          | Horst Köpke (Frankfurt am Main)             | Werner Marcos (Marburg), Friedrich Franz Sackenheim (Frankfurt am Main), Dieter Jaenicke (Frankfurt am Main), Sylvia Weissroth-Bernds (Darmstadt) |
| 1981        | Gernot Raue (Frankfurt am Main)                                                         | Georg Schwinghammer (Wetzlar)                                                                   | Wolfgang Scheer (Wetzlar)                                                          | Horst Köpke (Frankfurt am Main)             | Dieter Jaenicke (Frankfurt am Main), Sylvia Weissroth-Bernds (Darmstadt), Renate Fischer (Gießen), Sylvia Mallinkroth (Kassel)                    |
| 1983        | Gernot Raue (Frankfurt am Main)                                                         | Georg Schwinghammer (Wetzlar)                                                                   | Wolfgang Scheer (Wetzlar)                                                          | Horst Köpke (Frankfurt am Main)             | Dieter Jaenicke (Frankfurt am Main), Renate Fischer (Gießen), Sylvia Mallinkroth (Kassel), Brigitte Veith-Ostrowski (Darmstadt)                   |
| 1985        | Gernot Raue (Frankfurt am Main)                                                         | Georg Schwinghammer (Wetzlar)                                                                   | Wolfgang Scheer (Wetzlar)                                                          | Horst Köpke (Frankfurt am Main)             | Dieter Jaenicke (Frankfurt am Main), Sylvia Mallinkroth (Kassel), Sylvia Griffin (Kassel), Irene Schmidt (Wiesbaden)                              |
| 1986        | -                                                                                       | -                                                                                               | -                                                                                  | -                                           | Claudia Bechthold (Frankfurt/Offenbach) als Nachfolgerin für die zurückgetretene Irene Schmidt                                                    |
| 1987        | Gernot Raue (Frankfurt am Main)                                                         | Sylvia Griffin (Kassel)                                                                         | Wolfgang Scheer (Wetzlar)                                                          | Horst Köpke (Frankfurt am Main)             | Dieter Jaenicke (Frankfurt am Main), Ernst Stein (Frankfurt am Main), Hans Klippert (Frankfurt am Main), Hans Ulrich Heuser (Wetzlar)             |
| 1989        | Gernot Raue (Frankfurt am Main)                                                         | Hans Ulrich Heuser (Wetzlar)                                                                    | Wolfgang Scheer (Wetzlar)                                                          | Horst Köpke (Frankfurt am Main)             | Gerlinde Ramstedt (Frankfurt am Main), Ina Baule (später Joop) (Kassel), Uwe Bräunlich (Hanau), Hans Klippert (Frankfurt am Main),                |
| 1991        | Hans Ulrich Heuser (Wetzlar)                                                            | Edgar Thielemann (Hanau)                                                                        | Wolfgang Scheer (Wetzlar)                                                          | Horst Köpke (Frankfurt am Main)             | Ina Joop (Kassel), Uwe Bräunlich (Hanau), Hans Klippert (Frankfurt am Main), Volker Hummel (Frankfurt am Main)                                    |
| 1993        | Hans Ulrich Heuser (Wetzlar)                                                            | Edgar Thielemann (Hanau)                                                                        | Wolfgang Scheer (Wetzlar)                                                          | Uwe Bräunlich (Hanau)                       | Ina Joop (Kassel), Volker Hummel (Frankfurt am Main), Horst Köpke (Frankfurt am Main), Ulrike Koberg (Wiesbaden)                                  |
| 1995        | Hans Ulrich Heuser (Wetzlar)                                                            | Edgar Thielemann (Hanau)                                                                        | Volker Hummel (Frankfurt am Main)                                                  | Uwe Bräunlich (Hanau)                       | Horst Köpke (Frankfurt am Main), Wolfgang Scheer (Wetzlar), Peter Hartmann (Gießen), Rüdiger Ewald (Fulda)                                        |
| 1996        | -                                                                                       | Hans H. Matthiesen (Frankfurt am Main) als Nachfolger für den zurückgetretenen Edgar Thielemann | -                                                                                  | -                                           | Ronald Lechner (Wiesbaden) als Nachfolger für Rüdiger Ewald                                                                                       |
| 1997        | Hans Ulrich Heuser (Wetzlar)                                                            | Hans H. Matthiesen (Frankfurt am Main)                                                          | Volker Hummel (Frankfurt am Main)                                                  | Uwe Bräunlich (Hanau)                       | Horst Köpke (Frankfurt am Main), Wolfgang Scheer (Wetzlar), Graf Kujawski (Frankfurt am Main), Jan Roewer (Frankfurt am Main)                     |
| 1998        | -                                                                                       | -                                                                                               | Graf Kujawski (Frankfurt am Main) (für den neu gewählten DJV-Schatzmeister Hummel) | -                                           | Thorsten Becker |
| 1999        | Hans Ulrich Heuser (Wetzlar)                                                            | Hans H. Matthiesen (Frankfurt am Main)                                                          | Graf Kujawski (Frankfurt am Main)                                                  | Thorsten Becker                             | Gabriela Blumschein-Grossmayer (Wiesbaden), Uwe Bräunlich (Hanau), Peter Hartmann, Horst Köpke (Frankfurt am Main)                                |
| 2000        | -                                                                                       | Graf Kujawski (Frankfurt am Main)                                                               | Gabriela Blumschein-Grossmayer (Wiesbaden)                                         | -                                           | Martin Angelstein (Fulda) und Andreas Härtel (Darmstadt) (als Nachfolger für verstorbenen Köpke und Gabriela Blumschein-Grossmayer)               |
| 2001        | Hans Ulrich Heuser (Wetzlar)                                                            | Martin Angelstein (Fulda)                                                                       | Gabriela Blumschein-Grossmayer (Wiesbaden)                                         | Peter Hartmann                              | Barbara Goerlich (Frankfurt am Main), Hans Fr. Daniel (Frankfurt am Main), Harro Menzel (Frankfurt am Main), Jörg Steinbach (Kassel)              |
| 2003        | Hans Ulrich Heuser (Wetzlar)                                                            | Martin Angelstein (Fulda)                                                                       | Gabriela Blumschein-Grossmayer (Wiesbaden)                                         | Götz Konrad                                 | Jörg Steinbach (Kassel), Harro Menzel (Frankfurt), Barbara Goerlich (Frankfurt), Patrick Merck (Gießen)                                           |
| 2005        | Hans Ulrich Heuser (Wetzlar)                                                            | Martin Angelstein (Fulda)                                                                       | Gabriela Blumschein-Grossmayer (Wiesbaden)                                         | Martin Schmidt (Wiesbaden)                  | Jörg Steinbach (Kassel), Harro Menzel (Frankfurt), Barbara Goerlich (Frankfurt), Axel Häsler (Langenselbold)                                      |
| 2007        | Hans Ulrich Heuser (Wetzlar)                                                            | Martin Angelstein (Fulda)                                                                       | Gabriela Blumschein-Grossmayer (Wiesbaden)                                         | Martin Schmidt (Wiesbaden)                  | Jörg Steinbach (Kassel), Harro Menzel (Frankfurt), Barbara Goerlich (Frankfurt), Axel Häsler (Langenselbold)                                      |
| 2009        | Hans Ulrich Heuser (Wetzlar)                                                            | Martin Angelstein (Fulda)                                                                       | Gabriela Blumschein-Grossmayer (Wiesbaden)                                         | Martin Schmidt (Wiesbaden)                  | Jörg Steinbach (Kassel), Harro Menzel (Frankfurt), Klaus-Peter Andrießen (Lahn-Dill), Barbara Goerlich (Frankfurt)                                |
| 2011        | Hans Ulrich Heuser (Wetzlar)                                                            | Martin Angelstein (Fulda)                                                                       | Gabriela Blumschein-Grossmayer (Wiesbaden)                                         | Martin Schmidt (Wiesbaden)                  | Jörg Steinbach (Kassel), Harro Menzel (Frankfurt), Axel Häsler (Langenselbold), Klaus-Peter Andrießen (Lahn-Dill)                                 |
| 2013        | Hans Ulrich Heuser (Wetzlar)                                                            | Martin Angelstein (Fulda)                                                                       | Gabriela Blumschein-Grossmayer (Wiesbaden)                                         | Martin Schmidt (Wiesbaden)                  | Jörg Steinbach (Kassel), Harro Menzel (Frankfurt), Axel Häsler (Langenselbold), Klaus-Peter Andrießen (Lahn-Dill)                                 |
| 2015        | Hans Ulrich Heuser (Wetzlar)                                                            | Knud Zilian (Frankfurt am Main)                                                                 | Gabriela Blumschein-Grossmayer (Wiesbaden)                                         | Martin Schmidt (Wiesbaden)                  | Jörg Steinbach (Kassel), Harro Menzel (Frankfurt), Axel Häsler (Langenselbold), Klaus-Peter Andrießen (Lahn-Dill)                                 |
| 2017        | Knud Zilian (Frankfurt am Main)                                                         | Jörg Steinbach (Kassel)                                                                         | Gabriela Blumschein-Grossmayer (Wiesbaden)                                         | Martin Schmidt (Wiesbaden)                  | Mika Beuster (Weilburg), Axel Häsler (Langenselbold), Lena Grocholl, Klaus-Peter Andrießen (Lahn-Dill)                                            |
| 2019        | Knud Zilian (Frankfurt am Main)                                                         | Jörg Steinbach (Kassel)                                                                         | Gabriela Blumschein-Grossmayer (Wiesbaden)                                         | Martin Schmidt (Wiesbaden)                  | Mika Beuster (Weilburg), Axel Häsler (Langenselbold), Ina Knoblauch (Frankfurt am Main), Sylvia Kuck (Wiesbaden)                                  |
| 2021        | Knud Zilian (Frankfurt am Main)                                                         | Jörg Steinbach (Kassel)                                                                         | Gabriela Blumschein-Grossmayer (Wiesbaden)                                         | Martin Schmidt (Wiesbaden)                  | Mika Beuster (Weilburg), Axel Häsler (Langenselbold), Sylvia Kuck (Wiesbaden), Karsten Socher (Kassel)                                            |
| 2023        | Knud Zilian (Frankfurt am Main)                                                         | Jörg Steinbach (Kassel)                                                                         | Gabriela Blumschein-Grossmayer (Wiesbaden)                                         | Martin Schmidt (Wiesbaden)                  | Mika Beuster (Weilburg), Sylvia Kuck (Wiesbaden), Karsten Socher (Kassel), Jens Brehl (Fulda)                                                     |

### Vorstandsmitglieder im Bundesvorstand
Seit der Gründung des Bundes-Dachverbandes, dem Deutschen Journalisten-Verband, haben sich Mitglieder des hessischen DJV regelmäßig im Bundesvorstand aktiv engagiert.
| Zeitraum           | Name                       | Funktion           |
| ------------------ | -------------------------- | ------------------ |
| 1960–1961          | Werner Marcos              | Beisitzer          |
| 1961–1963          | Harald Manke               | Beisitzer          |
| 1964–1969          | Walter Brand               | Schatzmeister      |
| 1974–1977          | Dietrich-Jörn Weder        | Schatzmeister      |
| 1981–1985          | Friedrich Franz Sackenheim | Beisitzer          |
| 1985–1987          | Rainer Kirst               | Beisitzer          |
| 1997–2003          | Volker Hummel              | Schatzmeister      |
| 2003–2007          | Volker Hummel              | 2. Vorsitzender    |
| 2019–2021          | Mika Beuster               | Beisitzer          |
| 2021–2023          | Mika Beuster               | Vize-Vorsitzender  |
| seit November 2023 | Mika Beuster               | Bundesvorsitzender |

### Geschäftsführer
In den Anfangsjahren des Berufsverbandes übernahmen die Geschäftsführung der Erste Vorsitzende Robert Mösinger und seine Sekretärin Käthe Luwe. Nach seinem Tod fiel seinem Nachfolger, der neue Erste Vorsitzende Albert Bechtold, diese Aufgabe zu. Lange gab es danach innerhalb des Verbandes Diskussionen darüber, ob man einen Geschäftsführer einstellen und finanzieren kann. Nach Streiten im Vorstand übernahm Kurt Heyd, Beisitzer im Vorstand, im Juli 1962 vorübergehend und ehrenamtlich diese Funktion. Obwohl im Juli 1962 der Vorstand beschloss, man benötige keinen Geschäftsführer, wurde im Oktober die Verbandsekretärin in die Position berufen. Später übernahmen Juristen die Position, die gleichzeitig die Rechtsvertretung für die Mitglieder betreuten.
| Zeitraum                  | Name                             | Anmerkungen                                                        |
| ------------------------- | -------------------------------- | ------------------------------------------------------------------ |
| 19. Oktober 1962 – 1980   | Brigitte Slocinski               | zuvor Verbandsekretärin                                            |
| 1980–1985                 | Hubert Engeroff, Rechtsanwalt    | wurde 1985 zum Bundesgeschäftsführer des DJV berufen               |
| 1985–1987                 | Ursula Goedel, Juristin          | [ 6 ]                                                              |
| 1987–2018                 | Achim Wolff, Jurist              | [ 6 ]                                                              |
| 2018–2020                 | Imke Sawitzky, Juristin          | [ 56 ]                                                             |
| Januar bis April 2021     | Kristelle Hönsch, Rechtsanwältin | [ 57 ]                                                             |
| Mai 2021 bis Februar 2022 | Knud Zilian                      | übergangsweise übernahm der Erste Vorsitzende die Geschäftsführung |
| seit Februar 2022         | Adrian Jäckel, Rechtsanwalt      | [ 58 ]                                                             |

## Von der Generalversammlung zum Verbandstage
Von der Gründung an was es geregelt, dass alle Mitglieder stimmberechtigt an den Generalversammlungen teilnehmen sollten, denn sie war nur beschlussfähig, wenn mindestens ein Drittel aller Mitglieder an ihr teilnahmen. Diese Bedingung waren in der Nachkriegszeit wegen den Reiseschwierigkeiten schwer zu erfüllen, vor allem für die Mitglieder aus Nordhessen. Man kam von dieser Vorschrift wieder ab. Aber erst 1975, in der Amtszeit des Vorsitzenden Klaus Eitel, wurde das Delegiertenprinzip für die nun Verbandstage genannten Generalversammlungen eingeführt. Die Anzahl der gewählten Delegierten eines Ortsverbandes bestimmt sich nach seiner Mitgliederanzahl.
Der Verbandstag ist das höchste Verbandsorgan der Gewerkschaft. Der Ortsverband Frankfurt am Main war schon immer der mitgliederstärkste Ortsverband – ihm gehören mehr als die Hälfte der hessischen Mitglieder an – was erklärt, warum die Mehrzahl der Versammlungen in Frankfurt am Main stattfanden.
Ebenso wie der Landesverband veranstaltet auch der Bundesverband jährlich einen Bundesverbandstag, zu dem 16 Mitglieder aus Hessen entsendet werden. Die Anzahl der Mitglieder berechnet sich nach der Größe des Landesverbandes. Der DJV Hessen war in der Nachkriegszeit der zweitgrößte deutsche Verband und in der Vergangenheit dabei öfters Gastgeber.

## Entwicklung Mitgliederzahlen
Der größte Ortsverband befindet sich in Frankfurt am Main (Stand 31. Mai 2023: Ortsverbandsvorsitzende Ina Knobloch, 1.080 Mitglieder), gefolgt von Wiesbaden (Sylvia Kuck, 305). Danach folgen Darmstadt (Bettina Pfeffermann, 173), Kassel (Jörg Steinbach, 150), Gießen (Frank Bugge, 107), Hanau/Main-Kinzig (Axel Häsler, 68), Osthessen (Jens Brehl, 62), Marburg (Stefan Dietrich, 56) und Lahn-Dill (Mika Beuster, 52).

| Jahr | Mitglieder |
| ---- | ---------- |
| 1947 | 83         |
| 1948 | 405        |
| 1951 | 700        |
| 1961 | 776        |
| 1963 | 953        |
| 1965 | 1.045      |
| 1970 | 1.146      |
| 1972 | 1.183      |
| 1979 | 1.209      |
| 1980 | 1.200      |
| 1983 | 1.413      |
| 1984 | 1.465      |
| 1985 | 1.490      |
| 1986 | 1.562      |
| 1987 | 1.612      |
| 1988 | 1.688      |
| 1989 | 1.740      |
| 1990 | 1.845      |
| 1991 | 1.919      |
| 1992 | 2.009      |
| 1993 | 2.105      |
| 1994 | 2.194      |
| 1995 | 2.214      |
| 1996 | 2.261      |
| 1997 | 2.333      |
| 2014 | 2.598      |
| 2015 | 2.533      |
| 2016 | 2.484      |
| 2017 | 2.432      |
| 2021 | 2.235      |
| 2022 | 2.162      |
| 2023 | 2.053      |